# Sud-ovest (copricapo)

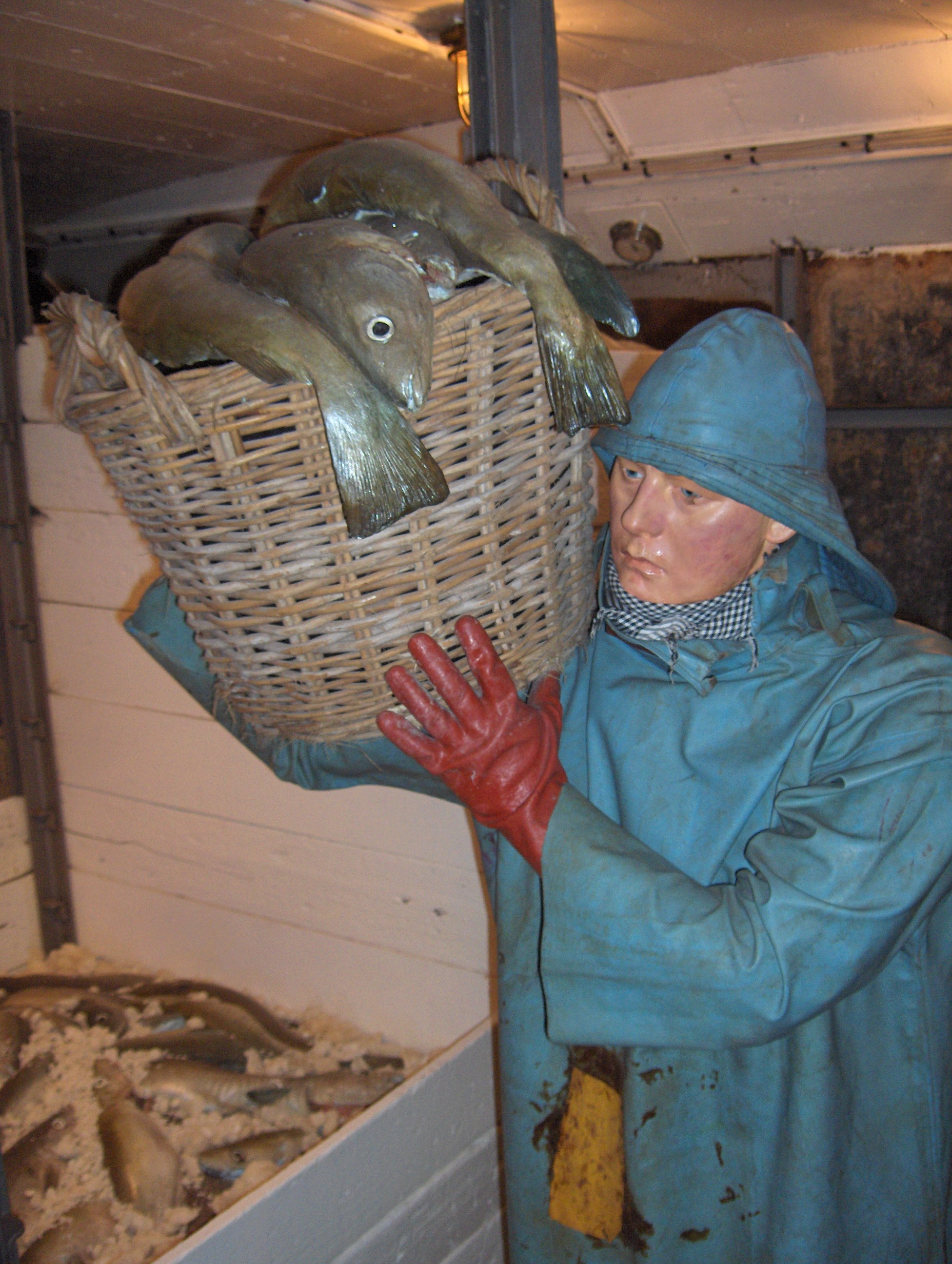
Cappello sud-ovest

Il sud-ovest (noto anche come nord-ovest) è un cappello impermeabile con una grande tesa posteriore, usato dai marinai. Tipicamente ad usarlo sarebbero i marinai di coperta di navi da pesca. Nel diciannovesimo secolo era usato dai ramponieri della caccia alla balena. È realizzato in tela cerata, come l'impermeabile cerata di cui è complemento.
In letteratura si trova cenno di questo copricapo da lavoro nel Moby Dick di Herman Melville. Nei primi capitoli il protagonista si imbatte in un uomo che indossava un sud-ovest per le strade di New Bedford. Un accenno si trova anche nel romanzo Sole di mezzanotte di Jo Nesbø, in cui di un pescatore norvegese si ritrova solo il copricapo impermeabile e se ne deduce quindi la scomparsa tra i flutti.
È citato anche nel romanzo Il testamento Donadieu di Georges Simenon, in Duri a Marsiglia di Giancarlo Fusco e in Paradiso e Inferno di Jón Kalman Stefánsson.